# Association Championnet
L'association Championnet (AC) ou patronage Championnet est une très importante structure sportive et socio-culturelle parisienne composée de deux entités juridiques étroitement liées : Championnet Sports, association sportive forte de plus de 3 000 membres qui s’est particulièrement illustrée dans le basket-ball et l'association Championnet qui en gère les biens immobiliers et les activités non sportives tant sur Paris qu'en province.
Un patrimoine important, une action sociale bien reconnue des pouvoirs publics, la présence de deux champions olympiques, de trois vice-champions contribuent grandement à la notoriété de cet ancien patronage paroissial toujours affilié à la Fédération sportive et culturelle de France. Le caractère collectif et efficace de son engagement pendant l'Occupation est une autre caractéristique notoire de cette association.

## Historique

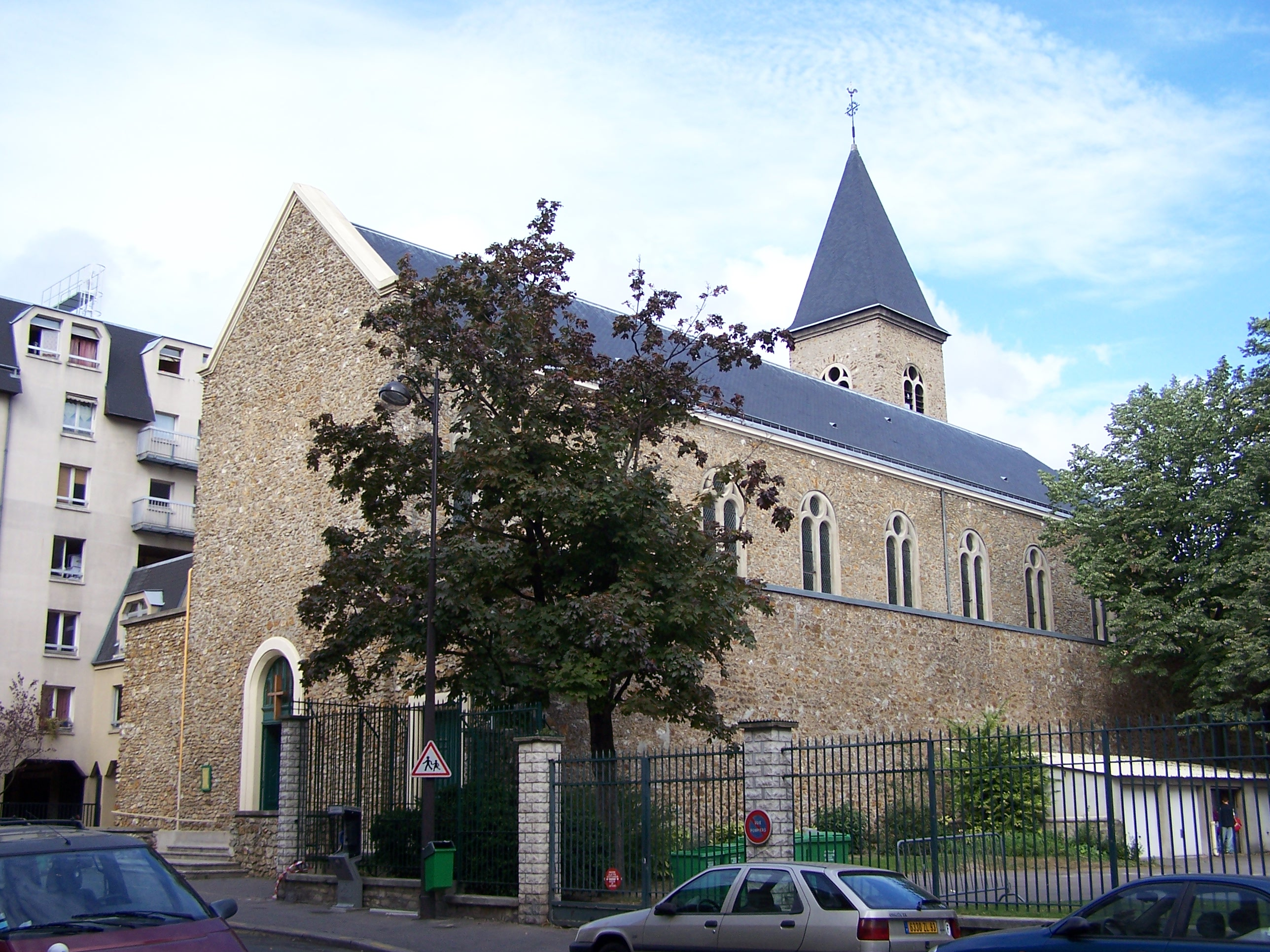
L’église Sainte-Geneviève des Grandes Carrières de la rue Championnet.

### À la jonction duXIXesiècleet duXXesiècle
En 1891, François Richard de La Vergne, archevêque de Paris, décide de l'implantation d'une paroisse aux Grandes Carrières, un quartier défavorisé situé au nord de la capitale. Dès ses origines, la nouvelle église Sainte-Geneviève — située rue Championnet, d'où historiquement le nom de l'association — accueille jeunes et adultes au sein d'un patronage. Les mesures anticléricales du début du siècle menaçant l'existence des œuvres, celui-ci est déclarée en 1907 comme association sous le nouveau statut de la loi de 1901 : Championnet-Sports est aussitôt affilié à la Fédération gymnastique et sportive des patronages de France (FGSPF) dont l'essentiel des activités réside dans la gymnastique avec ses cliques et la préparation militaire. L'association poursuit ses missions éducatives sur la paroisse même avec d'autres activités de loisirs (théâtre, chorale, cinéma), des cours du soir et des cercles d’études sociales et économiques pour adultes débouchant sur la création d'une section syndicale. Mais elle les étend aussi en province avec la construction en 1908 d'un premier centre de vacances en baie de Douarnenez pour les enfants des Grandes Carrières : Ker Trez Malaouen. Les activités sportives commencent aussi à se diversifier et, à la veille de la grande guerre, la toute nouvelle section de basket dispute son premier match.

### La Grande Guerre et ses conséquences
De 1914 à 1918, les membres qui ont échappé à la mobilisation assurent le fonctionnement des activités parisiennes, des colonies de vacances et maintiennent le contact avec ceux qui sont partis au front : courrier, colis, caisse militaire. Le bulletin hebdomadaire Entre Nous, acheminé régulièrement sur la zone des combats, devient parfois quotidien. Dès 1918, trois cents membres rescapés des tranchées participent à la relance de l'œuvre qui réclame vite d'autres structures. Le 15 juin 1919, l'association Championnet est déclarée en préfecture pour gérer les activités non sportives qui prolifèrent au sein de Championnet Sports. L'AC est reconnue d'utilité publique le 30 décembre 1931. C'est une période d'expansion stimulée par la création de la Jeunesse ouvrière chrétienne (JOC), de la Jeunesse étudiante chrétienne (JEC) et celle d'un service social et médical au sein même de l'association car beaucoup de revenants ont eu les poumons atteints par les gaz des tranchées et la tuberculose sévit dans ce quartier défavorisé.
Dès 1926, filles et garçons menacés par la maladie sont accueillis dans deux chalets à Megève puis c'est la construction des préventoriums de Saint-André, du Christomet et de Sainte-Geneviève, toujours à Megève ainsi que dans le Finistère celui de La Clarté à Kerlaz. En 1929, la crise frappe le quartier de plein fouet et l'abbé Bernard y organise l'assistance sociale : distribution de vivres, aides aux familles et collectes. Pendant ce temps les activités sportives se multiplient et, en 1934, un terrain est acheté à Paris pour accueillir des effectifs sans cesse croissants. Les résultats s'en font sentir jusqu'au plus haut niveau. En 1932, aux Jeux olympiques de Los Angeles, René Duverger est médaille d'or en haltérophilie et en 1937, le basket est champion de France en 2e division (Honneur). Dès cette époque une cour de jeux, la salle de patronage, le bâtiment des cercles, le stade, le gymnase, la salle de basket et celle de spectacle s'imbriquent étroitement dans l'emprise immobilière de la paroisse.

### Le maquis 1940-1944

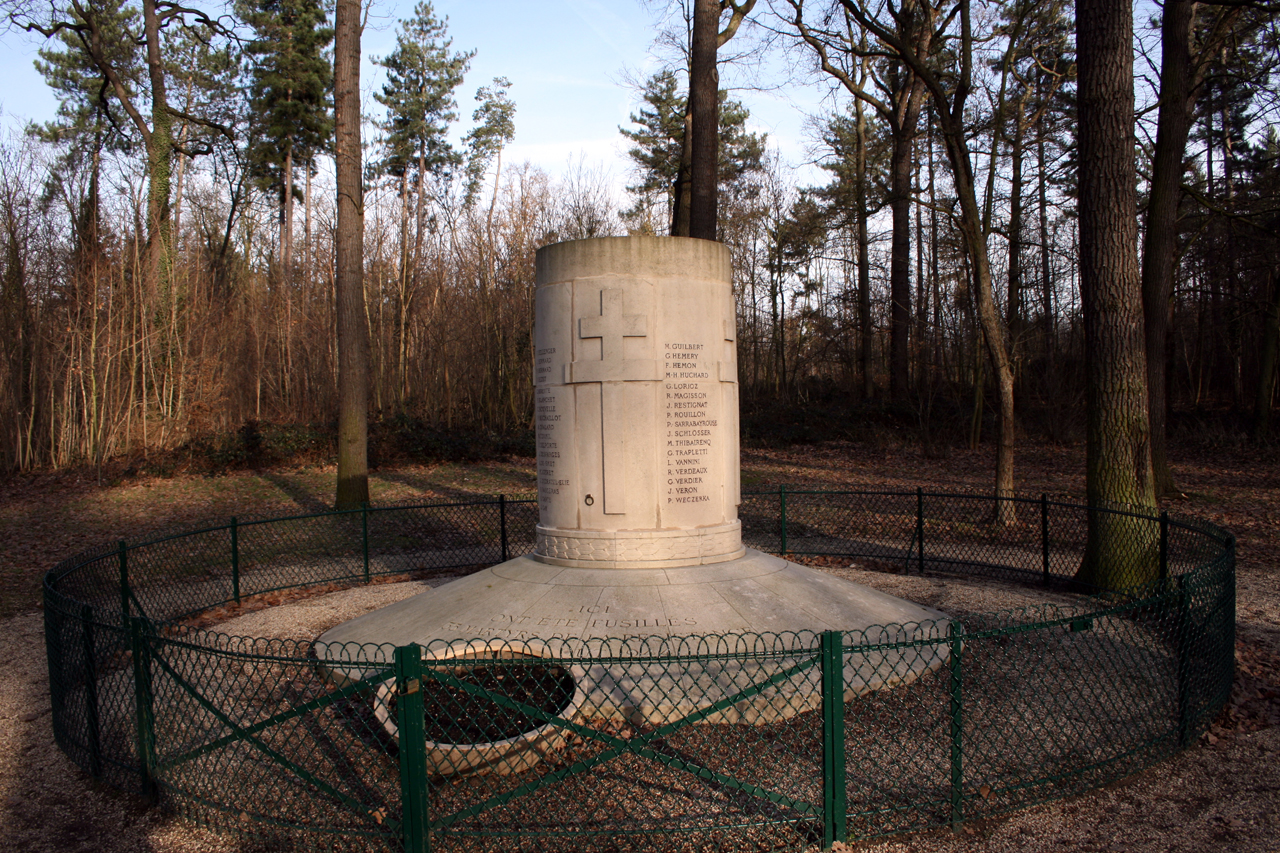
Monument de la cascade du bois de Boulogne.

Largement engagé dans l'associatif médico-social avec ses préventoriums de Haute-Savoie et de Bretagne, Championnet devient dès l'armistice un relais capital pour l'accueil et le convoyage des réfugiés et réfractaires. Le mouvement des Jeunes chrétiens combattants (JCC) y naît à l'initiative de l'abbé Raymond Borme et Pierre Corval. À la demande de Georges Bidault, ils fédèrent des volontaires de Championnet et d'ailleurs au sein des JCC qui rejoignent les Forces unies de la jeunesse patriotique (FUJP) en octobre 1943. Derrière les abbés Bernard et Borme, les membres de Championnet s'y engagent avec une telle solidarité que ce réseau traverse l'Occupation sans connaître de défaillance ni de trahison, faisant de ce patronage paroissial l'un des hauts lieux de la résistance parisienne et nationale. À partir du 16 février 1943 et l'instauration du Service du travail obligatoire (STO), afin d'éviter à des dizaines de milliers d'étudiants et d'ouvriers qualifiés d'aller renforcer l'économie de guerre allemande, Championnet devient un soutien majeur du Comité anti-déportation (CAD) de Léo Hamon et Yves Farges. André Grandin, Jacques Girard et Marcel Malvezin du service faux papiers de Ceux de la Résistance (CDLR) fournissent l'essentiel des cartes d’identité, certificats de travail, certificats médicaux et attestations de sursis nécessaires. Le 25 février 1944 l'abbé Borme participe lui-même au commando de Léo Hamon pour détruire les fichiers des cent mille jeunes de la classe 44 appelés en Allemagne.
Le Bureau d'information et de presse (BIP) créé en avril 1942 par Jean Moulin est transféré en octobre 1943 par Pierre Corval dans les locaux de Championnet qui devient la véritable agence de la presse clandestine de la zone occupée jusqu'au sabordage de l'imprimerie rendu nécessaire par l'arrestation de plusieurs agents de liaison. Tirés sur des machines parachutées par Londres, tracts, brochures, documents d'information, journaux du Mouvement de libération nationale et le Bulletin de la France combattante (organe du BIP) partent de Championnet pour toute la zone Nord sous la responsabilité de Louis Martin. Championnet sert aussi de boîte aux lettres pour le courrier acheminé vers Paris depuis Lyon, Vichy et Clermont-Ferrand. Le terrain opérationnel — parachutages, transports de matériels, approvisionnements en armes — est celui de Jean Gineston, responsable du sabotage du chemin de fer et membre de l'Organisation civile et militaire (OCM) de la jeunesse. Il échappe à la Gestapo en laissant dans les locaux de Championnet un important stock d'armes et d'explosifs qui servent ensuite à de multiples sabotages.
Pendant ce temps, en Allemagne, Pierre Berthelot recruté par le STO y assure une fillère d'évasion. Championnet accueille aussi dans ses locaux des réunions régulières des membres du conseil national de la Résistance (CNR) et du comité parisien de libération (CPL) : Georges Bidault, Léo Hamon, Alexandre Parodi, François de Menthon, Francisque Gay, Pierre-Henri Teitgen, Yves Farge. Une descente de la Gestapo aurait eu des conséquences aussi graves que celle de Caluire avec l'arrestation de Jean Moulin. Juste avant la libération de Paris, un ultime rendez-vous à Championnet des JCC d'Île-de-France avec les Forces françaises de l'intérieur (FFI) de Seine-et-Oise se termine tragiquement. À la suite d'une réunion dans les locaux de Championnet, trente-cinq résistants parisiens (l'association Championnet en dénombre quarante-deux) sont assassinés dans une embuscade à la suite d'une trahison près de la cascade du bois de Boulogne,  dont neuf jeunes des JCC qui tombent sous les balles des SS,.

### Entre haut niveau et action sociale
Après le décès de l’abbé Bernard le 19 octobre 1944, l'abbé Borme reprend la direction de l'œuvre pour en assurer la relance. Le basket est champion de France en 1945 et, hormis une descente en « Excellence » en 1954-55, reste douze ans en Division nationale. Il y revient pour une saison en 1961-1962 puis Championnet refusant la course au professionnalisme, retombe dans l'anonymat. Parmi ses joueurs les plus connus, notons Henri Lesmayoux, Pierre Savetier, Maurice Desaymonet, Maurice Girardot et André Barrais. À Londres en 1948, les trois derniers cités affronteront les États-Unis en finale du tournoi olympique. Et les autres sections ne sont pas de reste puisqu'Adrien Rommel contribue à la médaille d'or de l'équipe de France de fleuret et, après plusieurs titres de champion du monde, récidive aux Jeux suivants, à Helsinki.
On assiste, pendant cette période où Championnet-Sports est classé 1er patronage de France, au développement continu des activités parisiennes avec construction d’une nouvelle salle de sports. Les progrès médicaux remettant en cause l'utilité des préventoriums, l'association Championnet se préoccupe de leur reconversion dès la fin des années 1950. En 1965 le chalet Saint-André de Megève devient structure d'accueil pour l'enfance inadaptée et au fil des années, tous les établissements de Bretagne et de Haute-Savoie se transforment en instituts médico-pédagogiques (IMP) puis en instituts médico-professionnels (IMPro) pour finir en instituts médico-éducatifs (IME).
Cette association est adhérente de la Fédération française des clubs omnisports (FFCO).

### La laïcisation
À la suite de la mise en œuvre du concile Vatican 2, l'épiscopat remet en cause le bien-fondé des patronages ; l'abbé Valois, qui a succédé à l'abbé Borme en 1962, en est le dernier prêtre directeur. Membre de Championnet depuis 1945, il en assure la mutation et à partir de 1971, ce sont des laïcs qui reprennent à leur compte le service de « ceux qui campent à la lisière de la société », qui reste bien le premier objectif de Championnet. C'est dans ce cadre qu'ils s'investissent dans l'hébergement des jeunes venus de province pour trouver un emploi à Paris en construisant en 1967 un foyer de jeunes travailleurs d'une centaine de lits dans le XVIIIe arrondissement auquel la proximité du club sportif donne un intérêt tout particulier. La culture n'est pas en reste avec l'équipement en 1974 d'une salle de théâtre dans l'enceinte même du foyer, salle confiée par convention en 1979 à la compagnie Macqueron-Djaoui. Championnet affirme aussi ses compétences reconnues des pouvoirs publics dans le domaine socio-éducatif.
Sa notoriété amène la direction départementale des affaires sanitaires et sociales (DDASS) de l'Oise à lui confier l'ex-préventorium de Chevrières où l'institut médico-professionnel Jean Nicole ouvre ses portes en 1975. En 1983, l'association reprend l'institut de rééducation psychopédagogique Le home Fleury au mont Saxonnex en Haute Savoie ; en 1991, elle crée un atelier protégé pour adultes à Lothey dans le Finistère et l'année suivante inaugure un centre de formation aux métiers de l'hôtellerie (CFPH) à Sallanches pour les jeunes de l'Aide sociale à l'enfance (ASE). L'année précédente à Paris un nouveau complexe sportif a  été inauguré. À l'aube du XXIe siècle, la gymnastique sportive, qui a fait les beaux jours de Championnet, disparaît et son dernier moniteur général, Jean Besse, réinvestit son énergie dans la présidence de la commission fédérale de gymnastique de la Fédération sportive et culturelle de France (FSCF). En 2010 Championnet Sports compte vingt-cinq sections sportives pour 3 300 membres parisiens auxquels s'ajoutent plus de 1 100 accueillis dans ses instituts de province.

### Projet immobilier
En 2015, est proposé un projet immobilier comprenant la construction d'un immeuble de 60 logements sur le site du stade, avec réduction des espaces végétalisés, autour de la piste; projet contre lequel s'élèvent certains élus municipaux.

## Reconnaissance
L'association Championnet est reconnue d'utilité publique par décret du 30 décembre 1931 et depuis 2003 elle est membre du conseil d'administration (au titre du collège A) du Comité national de coordination de l'action en faveur des personnes handicapées et inadaptées (CNCH-PSP).